# Diócesis de Vallo della Lucania
La diócesis de Vallo della Lucania (en latín: Dioecesis Vallensis in Lucania y en italiano: Diocesi di Vallo della Lucania) es una circunscripción eclesiástica de la Iglesia católica en Italia. Se trata de una diócesis latina, sufragánea de la arquidiócesis de Salerno-Campagna-Acerno. Desde el 5 de abril de 2023 su obispo es Vincenzo Calvosa.

## Territorio y organización

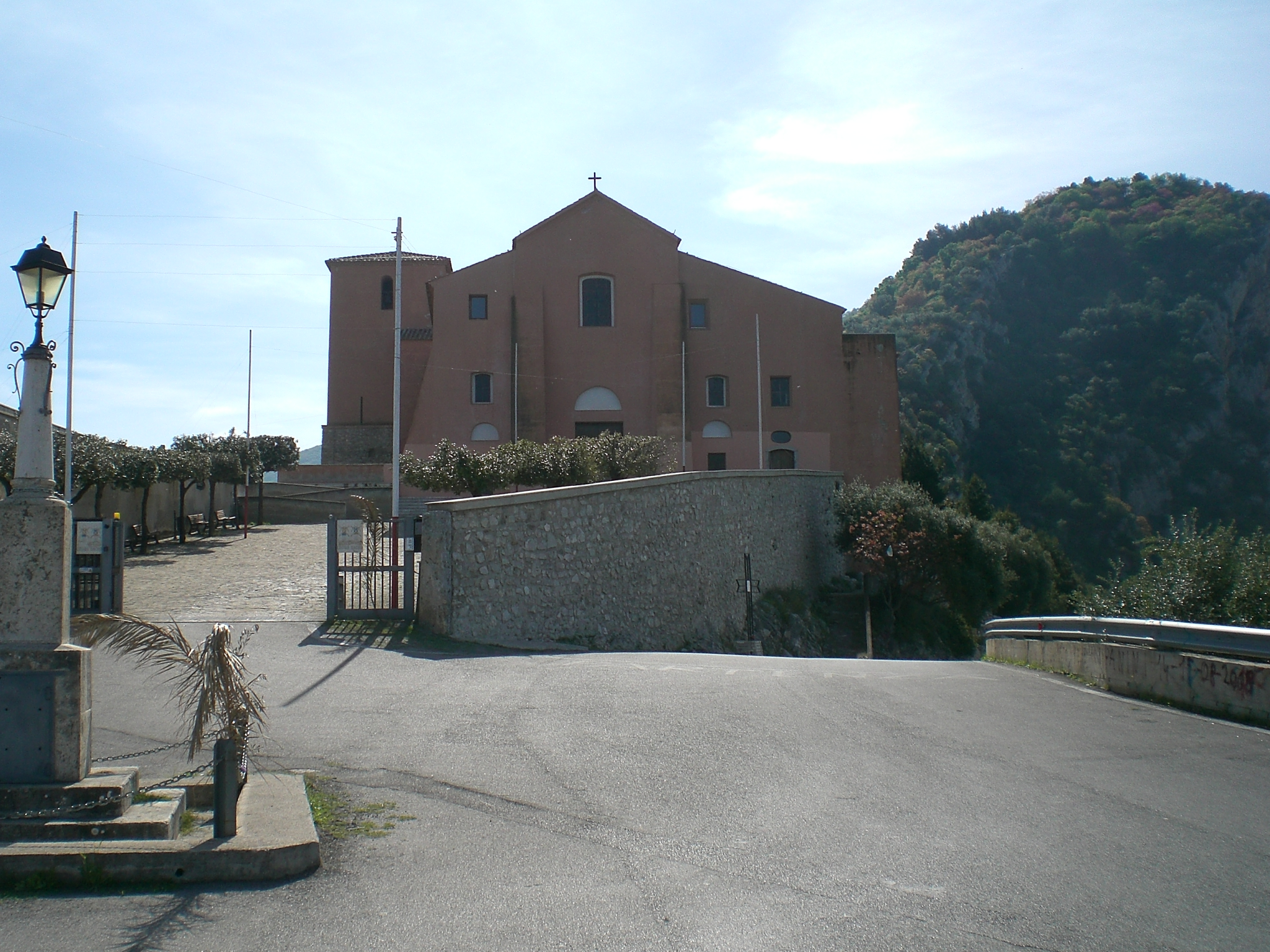
Excatedral de la Virgen del Granate, en Capaccio

La diócesis tiene 1563 km² y extiende su jurisdicción sobre los fieles católicos de rito latino residentes en parte de la región de Campania, comprendiendo 54 comunas de la provincia de Salerno: Agropoli, Albanella, Alfano, Altavilla Silentina, Ascea, Campora, Cannalonga, Capaccio Paestum, Casal Velino, Castellabate, Castelnuovo Cilento, Castel San Lorenzo, Centola, Ceraso, Cicerale, Cuccaro Vetere, Felitto, Futani, Gioi, Giungano, Laureana Cilento, Laurino, Laurito, Lustra, Magliano Vetere, Moio della Civitella, Montano Antilia, Montecorice, Monteforte Cilento, Novi Velia, Ogliastro Cilento, Omignano, Orria, Perdifumo, Perito, Piaggine, Pisciotta, Pollica, Prignano Cilento, Roccadaspide, Rofrano, Rutino, Sacco, Salento, San Mauro Cilento, San Mauro la Bruca, Sessa Cilento, Serramezzana, Stella Cilento, Stio, Torchiara, Trentinara, Valle dell'Angelo y Vallo della Lucania.

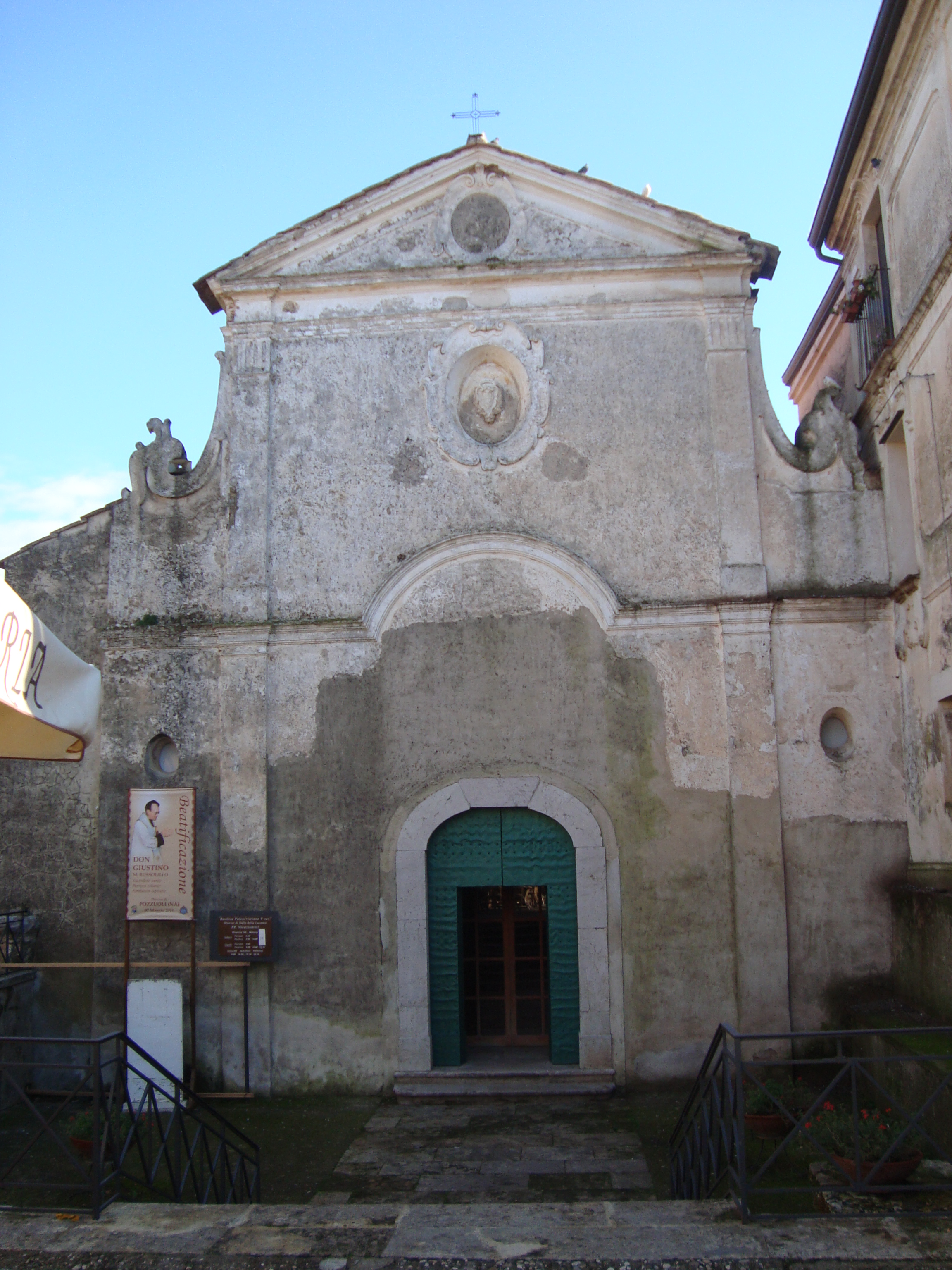
Excatedral de la Anunciación de María Santísima, en Paestum

La sede de la diócesis se encuentra en la ciudad de Vallo della Lucania, en donde se halla la Catedral de San Pantaleón. En Capaccio se halla la excatedral de la Virgen del Granate (hoy santuario diocesano); en Paestum la excatedral de la Anunciación de María Santísima; y en Castellabate la basílica papal de Santa María de Gulia.

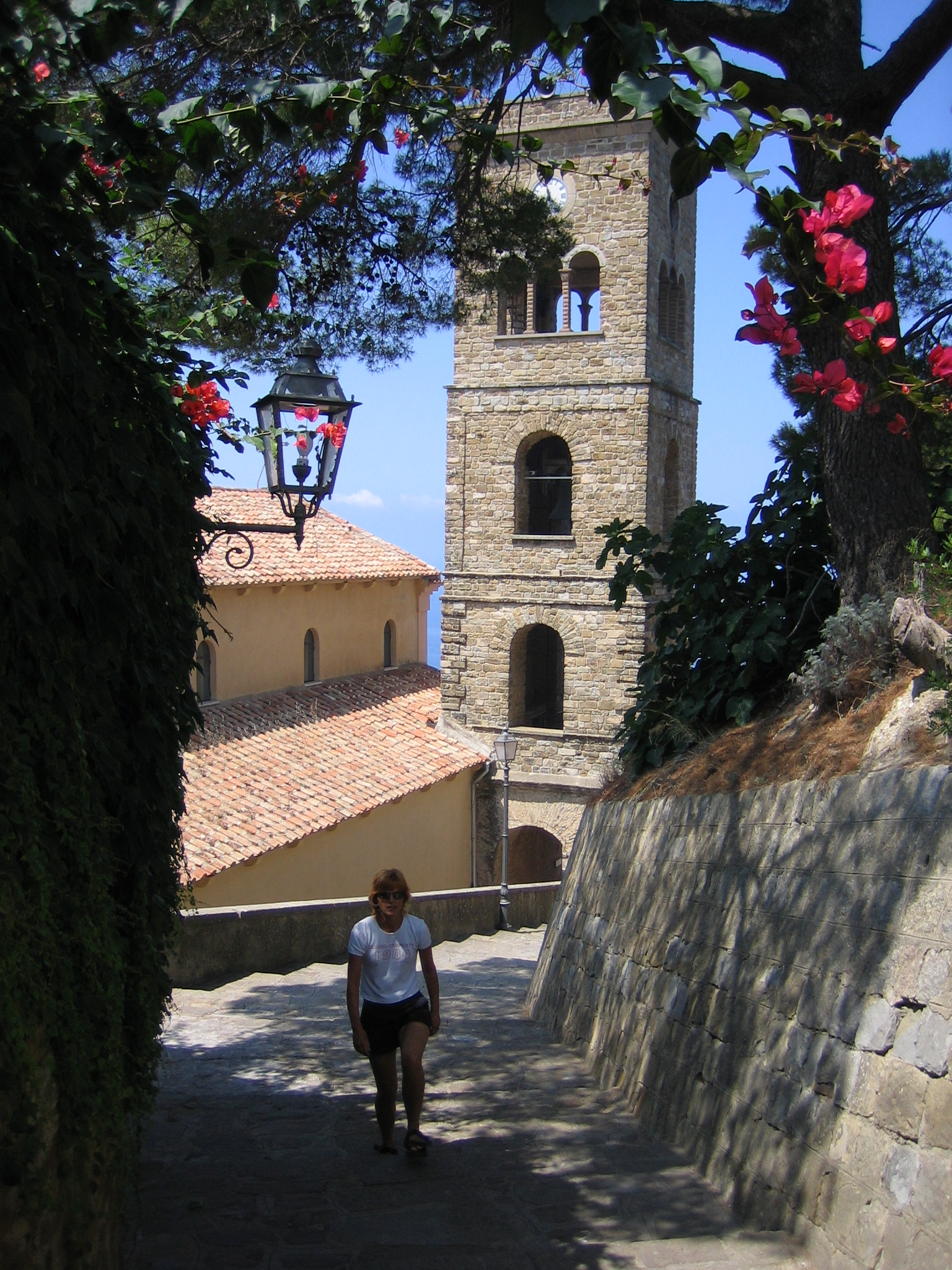
Basílica papal de Santa María de Gulia, en Castellabate

En 2022 en la diócesis existían 140 parroquias agrupadas en 5 vicariatos: Cervati-Calore, Paestum-Tresino, Castellabate-Cilento, Gelbison-Alento y Velia-Mingardo.

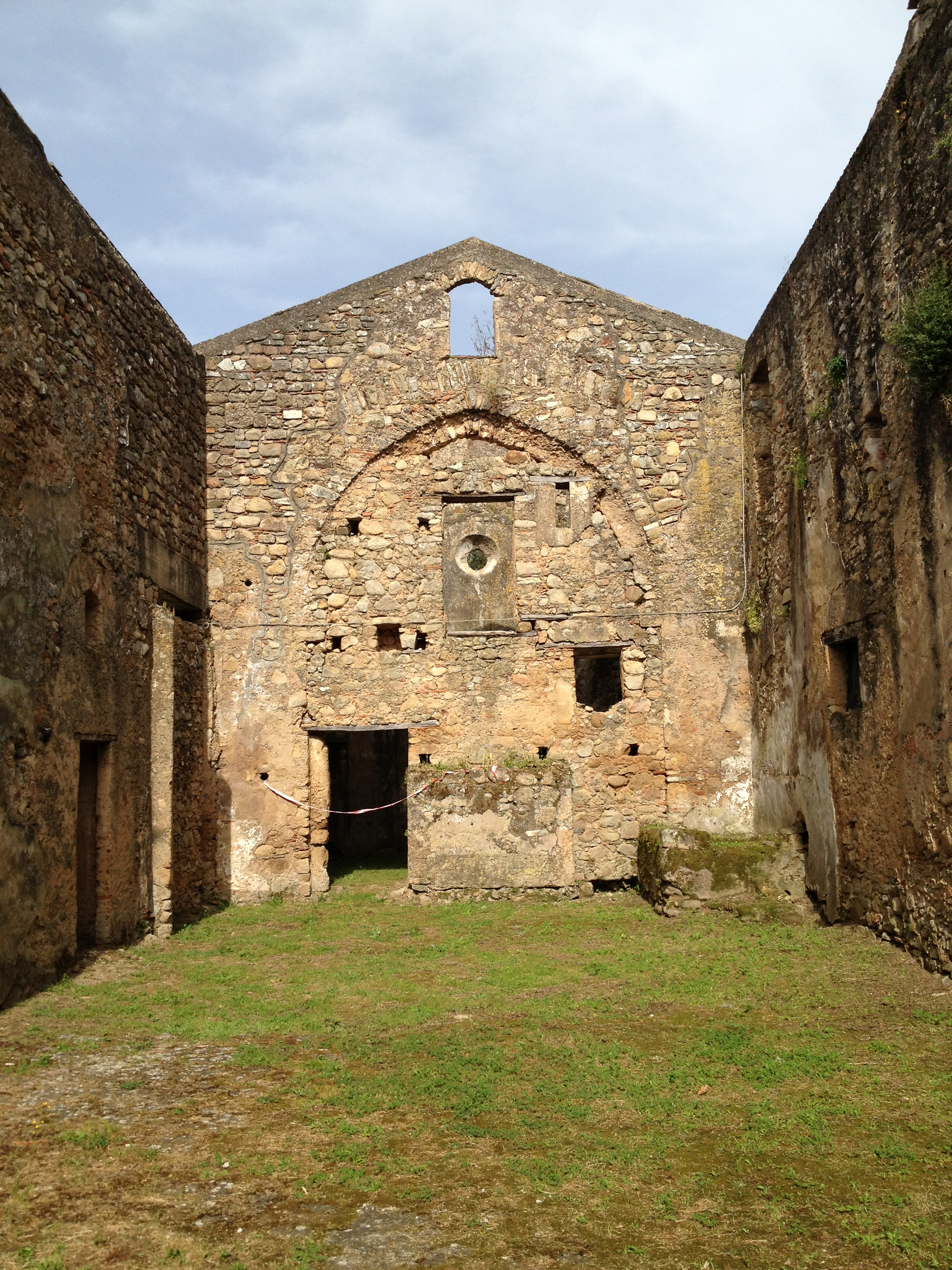
Abadía de Santa María de Pattano, antiguo monasterio de rito bizantino situado en la comuna de Vallo della Lucania

## Historia
La diócesis actual tiene sus orígenes en la antigua diócesis de Paestum. La primera evidencia histórica de la existencia de un obispo para esta sede se remonta a los sínodos romanos convocados por el papa Símaco en 499 y 501, en los que participó el obispo Fiorenzo. Algunos autores, entre ellos Lanzoni, Duchesne y Kehr, creen que el obispo Felice de Agropoli, a quien Gregorio Magno encargó la visita apostólica de las cercanas diócesis de Velia, Blanda y Bussento en 592, que quedaron sin pastor, es un obispo de Pesto que, debido a la invasión de los lombardos, se refugió en el castrum de Agropoli, una guarnición militar griega. Entre los obispos presentes en el concilio romano convocado en 649 por el papa Martín I, se encontraba también el obispo de Pesto Giovanni. La diócesis de Marceliano (o Consilino), de la que se conocen tres obispos, y la diócesis de Velia, mencionada en las cartas de Gregorio Magno, probablemente se unieron a la sede de Paestum después del siglo VIII.
Lo que queda de la antigua diócesis es la catedral, hoy desconsagrada y recientemente restaurada, dedicada a María Anunciada, ya existente en la época del papa Gregorio Magno, pero posteriormente abandonada. De hecho, la ciudad de Paestum, debido primero al entorno insalubre y luego a las incursiones de los sarracenos en el siglo IX, fue progresivamente abandonada y sus habitantes se refugiaron en las montañas cercanas, dando origen a la ciudad de Caput Aquae, del que probablemente deriva el topónimo Capaccio.
Los obispos también se trasladaron a Capaccio, aunque se desconoce el período exacto del traslado de la sede episcopal, que sin embargo parece tener lugar durante el siglo X. Sin embargo, continuaron llamándose "obispos de Paestum" hasta mediados del siglo XII; los primeros en ser titulados episcopi Caputaquensis fueron Alfano en 1126, Celso en 1156 y Leonardo en 1159.
La diócesis era muy grande e incluía casi todo Cilento y Vallo di Diano. Esto hacía difícil, si no imposible, una organización eclesiástica eficaz del territorio, y la presencia cristiana estaba garantizada sobre todo gracias al trabajo de los monasterios greco-bizantinos primero y luego de los benedictinos. La diócesis formaba parte de la provincia eclesiástica de la arquidiócesis de Salerno.
«En la primera mitad del siglo XVI la diócesis ocupaba un territorio de aproximadamente 2500 km², duro e impermeable, habitado por una población de aproximadamente 50 000 almas, distribuidas en 116 pequeños centros, casi todos ellos parroquias únicas».
Después del Concilio de Trento, el 17 de julio de 1586 la residencia episcopal fue trasladada a Diano, donde se erigió como catedral la iglesia de Santa María la Mayor; sin embargo, la diócesis conservó el antiguo título de Capaccio. Posteriormente, los obispos trasladaron nuevamente su residencia a Sala Consilina (1627), luego a Pisciotta, luego a Capaccio Nuova y finalmente a Novi Velia (1845): estos continuos traslados son un claro indicio de que la diócesis no tenía una sede estable ni una la única catedral. También había dos curiae diferentes en Sala Consilina y Novi Velia.
El obispo Enrico Loffredo (1531-1547) participó en el Concilio de Trento, y destacó por su postura firme a favor de las reformas; estuvo entre las víctimas del tifus que se extendió a Trento durante 1547. El primer seminario episcopal fue fundado el 22 de diciembre de 1564 en Teggiano por el obispo Paolo Emilio Verallo (1553-1574) y fue uno de los primeros seminarios creados después de las disposiciones tridentinas; Filippo Speranza construyó un segundo seminario en Novi en 1804. El propio obispo Verallo fue el responsable de convocar el primer sínodo diocesano, celebrado en Padula en 1567.
Debido a la inmensidad del territorio y para remediar las dificultades encontradas por los obispos "sin domicilio fijo", el 21 de septiembre de 1850 el papa Pío IX decretó la erección de la diócesis de Diano (hoy diócesis de Teggiano-Policastro), asignando toda la parte oriental de la diócesis de Capaccio. Al mismo tiempo, la abadía nullius de Bosco fue suprimida y los territorios de Eremiti, San Nicola y San Nazario fueron anexados a la diócesis de Capaccio.
Al año siguiente, el 16 de julio de 1851 mediante la bula Cum propter iustitiae dilectionem el mismo papa instituyó definitivamente la residencia episcopal de los obispos de Capaccio a Vallo, donde la iglesia de San Pantaleón se convirtió en la nueva catedral, que fue consagrada el 5 de mayo de 1878; al mismo tiempo la sede tomó el nombre de diócesis de Capaccio y Vallo (Caputaquensis et Vallensis).
Un momento difícil para la diócesis coincidió con el episcopado de Giovanni Francesco Siciliani (1859-1876), obligado a exiliarse durante unos diez años, mientras que la diócesis tuvo que sufrir la confiscación de bienes eclesiásticos prevista por las leyes subversivas de 1866 y 1867.
El seminario episcopal de Teggiano estaba entonces fuera de los límites diocesanos y el 15 de mayo de 1870 el obispo Siciliani puso la primera piedra de un nuevo seminario en Novi Velia. En 1930 el obispo Francesco Cammarota inauguró un nuevo seminario en Vallo; el propio obispo celebró un sínodo diocesano en 1921. El obispo Paolo Jacuzio (1900-1917) fundó en 1913 la Cassa rural Depositi e Prestiti San Pantaleone, y dio un impulso decisivo a la difusión de la Acción Católica en la diócesis.
El 24 de noviembre de 1945 la diócesis volvió a cambiar su nombre por el de diócesis de Vallo di Lucania (en latín: Vallensis in Lucania). El 30 de septiembre de 1986 asumió su actual nombre italiano.
El 8 de diciembre de 1978 Giuseppe Casale creó el Museo y Galería de Arte Diocesano, para salvaguardar y enriquecer el patrimonio histórico y artístico de la diócesis, ubicándolo en el primer piso del seminario. En el mismo edificio se encuentra el Instituto Superior de Ciencias Religiosas "San Massimiliano Maria Kolbe", para la formación teológica, bíblica y espiritual de los laicos; y los archivos diocesanos.
El 15 de octubre de 1979 mediante decreto Quo aptius la diócesis amplió su territorio con la anexión de 15 parroquias, hasta entonces dependientes de los abades de la Santísima Trinidad de Cava de' Tirreni.

## Estadísticas
Según el Anuario Pontificio 2023 la diócesis tenía a fines de 2022 un total de 156 880 fieles bautizados.
de 
| Año                                                                             | Población            | Población | Población      | Sacerdotes | Sacerdotes    | Sacerdotes    | Bautizados por sacerdote | Diáconos permanentes | Religiosos | Religiosos | Parroquias |
| Año                                                                             | Bautizados católicos | Total     | % de católicos | Total      | Clero secular | Clero regular | Bautizados por sacerdote | Diáconos permanentes | Varones    | Mujeres    | Parroquias |
| ------------------------------------------------------------------------------- | -------------------- | --------- | -------------- | ---------- | ------------- | ------------- | ------------------------ | -------------------- | ---------- | ---------- | ---------- |
| 1950                                                                            | 151 000              | 151 000   | 100.0          | 118        | 90            | 28            | 1279                     |                      | 33         | 133        | 107        |
| 1969                                                                            | 160 260              | 160 302   | 100.0          | 123        | 98            | 25            | 1302                     |                      | 30         | 169        | 95         |
| 1980                                                                            | 153 100              | 154 772   | 98.9           | 126        | 105           | 21            | 1215                     |                      | 23         | 167        | 135        |
| 1990                                                                            | 161 000              | 162 000   | 99.4           | 109        | 80            | 29            | 1477                     | 2                    | 31         | 155        | 136        |
| 1999                                                                            | 159 112              | 161 312   | 98.6           | 106        | 81            | 25            | 1501                     | 9                    | 25         | 111        | 136        |
| 2000                                                                            | 156 520              | 158 852   | 98.5           | 106        | 82            | 24            | 1476                     | 9                    | 24         | 113        | 136        |
| 2001                                                                            | 156 520              | 158 852   | 98.5           | 104        | 82            | 22            | 1505                     | 9                    | 22         | 92         | 136        |
| 2002                                                                            | 156 520              | 158 866   | 98.5           | 101        | 81            | 20            | 1549                     | 9                    | 20         | 109        | 136        |
| 2003                                                                            | 156 534              | 158 866   | 98.5           | 99         | 80            | 19            | 1581                     | 9                    | 19         | 101        | 136        |
| 2004                                                                            | 156 520              | 158 866   | 98.5           | 103        | 83            | 20            | 1519                     | 9                    | 20         | 112        | 137        |
| 2010                                                                            | 157 000              | 161 000   | 97.5           | 106        | 87            | 19            | 1481                     | 9                    | 19         | 87         | 138        |
| 2014                                                                            | 158 000              | 163 800   | 96.5           | 98         | 83            | 15            | 1612                     | 9                    | 15         | 72         | 139        |
| 2017                                                                            | 156 600              | 158 660   | 98.7           | 93         | 78            | 15            | 1683                     | 7                    | 15         | 62         | 139        |
| 2020                                                                            | 156 600              | 158 660   | 98.7           | 91         | 75            | 16            | 1720                     | 9                    | 16         | 68         | 139        |
| 2022                                                                            | 156 880              | 158 880   | 98.7           | 93         | 78            | 15            | 1686                     | 8                    | 15         | 53         | 140        |
| Fuente: Catholic-Hierarchy, que a su vez toma los datos del Anuario Pontificio. |                      |           |                |            |               |               |                          |                      |            |            |            |

## Episcopologio
- Fiorenzo † (antes de 499-después de 502)[2]
- Felice di Agropoli † (mencionado en 592)
- Giovanni I † (mencionado en 649)
- Paolo † (mencionado en 932)
- Giovanni II † (antes de 957-después de 963)
- Pietro I † (mencionado en 967)[nota 3]
- Pandone † (antes de 977-después de 979)
- Landone † (mencionado en 989)[nota 4]
- Giovanni III † (antes de 1019-después de 1020)
- Giovanni IV † (antes de 1041-18 de febrero de 1047 nombrado arzobispo de Salerno)[nota 5]
- Amato † (antes de julio de 1047-después de 1059)
- Maraldo † (antes de 1071-29 de mayo de 1097 falleció)
- Alfano † (antes de 1100-después de 1134)
- Celestino † (después de 1134)
- Giovanni V † (antes de 1142-después de 1146)
- Celso † (mencionado en 1156)
- Leonardo † (mencionado en 1159)	[nota 6]
- Arnulfo † (antes de 1174/1176-después de 1179)[13]
- Michele † (mencionado en 1187)[13]
- Alessandro † (mencionado en 1195)[13]
- Anastasio † (mencionado en 1196)[13]
- Gilberto † (antes de 1209-después de 1218)[13]
- Bonomo † (antes de 1223-después de 1227)[13]
- Anónimo † (mencionado en 1231 y 1235)[13]
- Benvenuto † (antes de 1251-después de 1267)[13]
- Anónimo † (mencionado en 1273)
- Pietro II † (antes de 1275-1286 falleció)
- Goberto † (23 de agosto de 1286-1294 falleció)
- Giovanni VI della Porta † (1294-1312 falleció)
- Filippo da Santo Magno † (7 de julio de 1312-julio de 1338 falleció)
- Tommaso da Santo Magno † (11 de junio de 1341-12 de julio de 1382 falleció)
- Giacomo, O.E.S.A. † (1382-1399 falleció)
  - Nicola Morini † (13 de agosto de 1382-?) (antiobispo)
  - Giovanni Loar, O.E.S.A. † (22 de marzo de 1385-?) (antiobispo)
  - Riccardo † (?-27 de enero de 1391 nombrado antiobispo de Troia) (antiobispo)
- Giovanni de Pannella † (16 de mayo de 1399-13 de abril de 1405 nombrado obispo de Muro Lucano)
- Guglielmo † (13 de abril de 1405-10 de septiembre de 1410 falleció)
- Baldassarre de Giudice † (16 de agosto de 1412-1418 falleció)
  - Giovanni Panella Caracciolo † (1418-19 de marzo de 1418 nombrado obispo de Anglona) (obispo electo)
- Tommaso de Beringarii † (19 de marzo de 1418-1422 falleció)
- Bernardino o Berardo Caracciolo † (18 de diciembre de 1422-3 de agosto de 1425 nombrado obispo de Cosenza)
- Francesco Tomacelli † (3 de agosto de 1425-1439 falleció)
- Bartolomeo † (25 de septiembre de 1439-1441 falleció)
- Masello Mirto, O.S.B.I. † (15 de febrero de 1441-1462 falleció)
- Francesco Conti di Segni † (28 de febrero de 1463-1471 falleció)
- Francesco Bertini † (18 de septiembre de 1471-1476 falleció)
- Ludovico Fenollet † (22 de marzo de 1476-1476 falleció)
- Ausias Despuig † (9 de agosto de 1476-7 de septiembre de 1483 falleció)
- Ludovico Podocataro † (14 noviembre de 1483-20 de enero de 1503 nombrado arzobispo de Benevento)
  - Luigi d'Aragona † (20 de enero de 1503-22 de marzo de 1514 renunció) (administrador apostólico)
  - Vincenzo Galeota † (22 de marzo de 1514-10 de septiembre de 1522 renunció) (administrador apostólico)
  - Lorenzo Pucci † (10 de septiembre de 1522-12 de junio de 1523 renunció) (administrador apostólico)
  - Tommaso Caracciolo † (12 de junio de 1523-18 de diciembre de 1531 renunció) (administrador apostólico)
- Enrico Loffredo † (18 de diciembre de 1531-enero de 1547 falleció)
- Francesco Sfondrati † (23 de marzo de 1547-9 noviembre de 1549 nombrado arzobispo a título personal de Cremona)
- Girolamo Verallo † (9 noviembre de 1549-1 de marzo de 1553 renunció)
- Paolo Emilio Verallo † (1 de marzo de 1553-1574 renunció)
- Lorenzo Belo † (26 de mayo de 1574[nota 7]-1586 falleció)
- Lelio Morelli † (6 de junio de 1586-1609 falleció)
- Giovanni Vitellio, C.R. † (14 de diciembre de 1609-1610 falleció)
- Pedro de Mata y Haro, C.R. † (28 de febrero de 1611-1627 falleció)
- Francesco Maria Brancaccio † (9 de agosto de 1627-12 de febrero de 1635 renunció)
- Luigi Pappacoda † (12 de febrero de 1635-30 de mayo de 1639 nombrado obispo de Lecce)
- Tommaso Carafa † (11 de julio de 1639-7 de diciembre de 1664 falleció)
- Camillo Ragona † (3 de abril de 1665-julio de 1676 falleció)
- Andrea Bonito, C.O. † (14 de junio de 1677-2 de febrero de 1684 falleció)
- Giovanni Battista de Pace † (5 de junio de 1684-20 noviembre de 1698 falleció)
- Vincenzo Corcione † (11 de abril de 1699-8 noviembre de 1703 falleció)
- Francesco Paolo Nicolai † (21 de julio de 1704-2 de septiembre de 1716 nombrado arzobispo de Conza)
- Carlo Francesco Giocoli † (15 de marzo de 1717-14 de diciembre de 1723 falleció)
- Agostino Odoardi, O.S.B. † (14 de febrero de 1724-25 de junio de 1741 falleció)
- Pietro Antonio Raimondi † (22 de enero de 1742-15 de abril de 1768 falleció)
- Angelo Maria Zuccari † (16 de mayo de 1768-26 de diciembre de 1794 falleció)
  - Sede vacante (1794-1797)
- Vincenzo Torrusio † (18 de diciembre de 1797-29 de octubre de 1804 nombrado obispo de Nola)
- Filippo Speranza † (29 de octubre de 1804-12 de agosto de 1834 falleció)
- Michele Barone † (6 de abril de 1835-7 de octubre de 1842 falleció)
- Giuseppe d'Alessandro † (19 de junio de 1843-24 noviembre de 1845 nombrado obispo de Sessa Aurunca)
- Gregorio Fistilli † (24 noviembre de 1845-26 de septiembre de 1848 renunció)
  - Sede vacante (1848-1855)
  - Vincenzo Maria Marolda, C.SS.R. † (23 de marzo de 1852-8 de agosto de 1854 falleció) (administrador apostólico)
- Francesco Giampaolo † (23 de marzo de 1855-20 de junio de 1859 nombrado obispo de Larino)
- Giovanni Battista Siciliani, O.F.M.Conv. † (20 de junio de 1859-24 de octubre de 1876 falleció)
- Pietro Maglione † (18 de diciembre de 1876-17 de diciembre de 1900 renunció[nota 8])
- Paolo Jacuzio † (17 de diciembre de 1900-9 de julio de 1917 nombrado arzobispo de Sorrento)
- Francesco Cammarota † (22 de diciembre de 1917-15 de diciembre de 1935 falleció)
- Raffaele De Giuli † (17 de junio de 1936-18 de febrero de 1946 nombrado obispo de Albenga)
- Domenico Savarese † (11 de enero de 1947-3 de octubre de 1955 falleció)
- Biagio D'Agostino † (24 de febrero de 1956-26 de octubre de 1974 retirado)
- Giuseppe Casale † (26 de octubre de 1974-7 de mayo de 1988 nombrado arzobispo de Foggia-Bovino)
- Giuseppe Rocco Favale † (4 de marzo de 1989-7 de mayo de 2011 retirado)
- Ciro Miniero (7 de mayo de 2011-19 de octubre de 2022 nombrado arzobispo coadjutor de Tarento)[nota 9]
- Vincenzo Calvosa, desde el 5 de abril de 2023